# Strings to a Web
Strings To A Web é o décimo nono álbum de  estúdio da banda alemã de heavy metal Rage lançado em 2010.

## Faixas
Todas faixas compostas por Victor Smolski e Peter Wagner exceto onde anotado.
1. "The Edge of Darkness" - 4:30
2. "Hunter and Prey" - 4:31
3. "Into the Light" - 4:22
4. "The Beggar's Last Dime" - 5:40

Empty Hollow
1. "Empty Hollow" - 6:20	
2. "Strings to a Web" (Smolski) - 3:54
3. "Fatal Grace" (Smolski) - 1:21
4. "Connected" - 2:54
5. "Empty Hollow (Reprise)" - 1:48

1. "Saviour of the Dead" - 5:44
2. "Hellgirl" - 4:11
3. "Purified" (Wagner) - 3:46
4. "Through Ages" - 2:06
5. "Tomorrow Never Comes" - 3:41

## Créditos

### Musicais
Banda
- Peter "Peavy" Wagner - vocal e baixo
- Victor Smolski - guitarra, teclado, cello, produção, mixagem, masterização, arranjos orquestrais
- André Hilgers - bateria

Músicos adicionais
- Orquestra Lingua Mortis - orquestração
- Hansi Kürsch, Jen Majura, Thomas Hackmann - vocal de apoio
- Samantha Pearl Hilgers - vocal gutural em "Hellgirl"

### Técnicos
- Charlie Bauerfeind - produção, engenharia, mixagem, masterização
- Thomas geiger - edição digital

## Desempenho nas paradas musicais
| Parada musical (2012)                   | Melhor posição |
| --------------------------------------- | -------------- |
| Alemanha - Media Control Top 100 Albums | 27             |
| França - SNEP Top 200 Albums            | 175            |
| Grécia - Greece Top 50 Albums           | 17             |
| Suíça - Swiss Top 100 Albums            | 80             |